# Калугина-Гутник, Александра Архиповна
Алекса́ндра Архи́повна Калу́гина-Гу́тник (1929 или 26 апреля 1929, Летник, Ростовская область — 1994 или 3 декабря 1994, Севастополь) — советский учёный, альголог, флорист, систематик и фитоценолог. Доктор биологических наук (1976).
Изучала водоросли Чёрного моря (включая цистозиру, ульву, филлофору), проводила систематический сравнительный анализ изменений фитобентоса разных районов Чёрного моря; развивала марикультуру промышленных водорослей. Подготовила раздел о редких видах макрофитов для Красной книги Украины. Впервые составила карты распределения донной растительности и оценила запасы основных промышленных видов в Чёрном море.
Многие годы проработала в Институте биологии южных морей НАН Украины (ИнБЮМ АН УССР; ныне Институт биологии южных морей имени А. О. Ковалевского РАН). Имя Александры Калугиной-Гутник широко известно среди альгологов и гидробиологов, а её работы получили широкое признание в странах ближнего и дальнего зарубежья.

## Биография
Александра Калугина родилась 26 апреля 1929 года в селе Летник Сальского округа Северо-Кавказского края (ныне Сальский район Ростовской области) в семье бедного крестьянина.
В 1930-е годы семья Калугиной переехала в село Герменчук Нальчинского района Кабардино-Балкарской АССР в связи с голодом в стране. В 1949 году после окончания средней школы Александра Калугина поступила в Карело-Финский государственный университет (ныне Петрозаводский государственный университет) на биологический факультет.
С 1954 по 1957 год обучалась в очной аспирантуре при Ботаническом институте им. В. Л. Комарова АН СССР (БИН АН СССР). В апреле 1958 года защитила кандидатскую диссертацию на тему «Флора водорослей Белого моря». Её научным руководителем была выдающийся альголог Анна Дмитриевна Зинова.
В декабре 1958 года А. А. Калугина-Гутник стала директором Новороссийской биологической станции имени профессора В. М. Арнольди при Ростовском государственном университете. В январе 1965 года по приглашению биолога Владимира Алексеевича Водяницкого переехала с семьёй в Севастополь. В отделе бентоса Института биологии южных морей НАН Украины (ИнБЮМ АН УССР; ныне Институт морской биологии НАН Украины) Александра Калугина-Гутник организовала лабораторию фитобентоса и стала координатором альгологических исследований на Чёрном море.
В 1975 году защитила в БИН АН СССР докторскую диссертацию по специальности ботаника, а её одноимённая монография «Макрофитобентос Чёрного моря» стала настольной книгой многих поколений альгологов и гидробиологов. Вошла в состав Научного совета по промысловым беспозвоночным и водорослям Ихтиологической комиссии МРХ СССР и Совета по проблеме «Биологические основы рационального использования, преобразования и охраны растительного мира» АН СССР.
С 1966 по 1983 год заведовала лабораторией фитобентоса, с 1983 по 1992 год — отделом фитобентоса и культивирования водорослей.
Скончалась 3 декабря 1994 года в Севастополе.

## Научная деятельность
Область научных интересов — систематика, флористика, фитоценология, продуктивность морской макрофиты.
Александра Архиповна Калугина-Гутник принадлежит к плеяде выдающихся альгологов и гидробиологов. С её именем связаны все наиболее значимые научные достижения в области макрофитобентоса Азово-Черноморского бассейна, рационального использования морских фиторесурсов. В золотой фонд альгологии вошли её классические труды по систематике, биологии и экологии массовых черноморских видов — цистозиры, филлофоры и ульвы, фитоценозам. А. А. Калугина-Гутник вляется основателем в ИнБЮМ отечественной школы морской фитоценологии, признанной далеко за его пределами.
Впервые осуществила бонитировку донной растительности Чёрного моря, выполнила флористическое и фитогеографическое районирование, выявила особенности вертикального и горизонтального распределения макрофитов, определила особенности формирования черноморской флоры и её связь с альгофлорой Средиземноморья.
Александра Калугина-Гутник стала автором первой и пока единственной классификации донной растительности Чёрного моря и положила начало современному алгомониторингу. Её ряды многолетних наблюдений за изменением состава и структуры популяций и фитоценозов массовых видов не имеют аналогов в бассейне Средиземного моря. Заслугой Калугиной-Гутник было привлечение к изучению макрофитобентоса водолазных специалистов, участвовавших в многочисленных альгологических экспедициях.
Внесла значительный вклад в разработку основ биотехнологий выращивания макрофитов и прежде всего агаросодержащих водорослей. Её научные разработки и материалы по распределению запасов видов цистозиры, технологии получения альгината натрия, технологии культивирования черноморского агарофита неоднократно представлялись на выставках ВДНХ и отмечены золотой и серебряной медалями.
Провела обширные исследования флоры и донной растительности многих районов Мирового океана. Более 20 лет занималась изучением макрофитобентоса Средиземного и Красного морей, Индийского и Тихого океанов, участвовала в 27 морских и береговых экспедициях, большую часть которых возглавила.
С именем А. А. Калугиной-Гутник связана история спасения и сохранения уникального гербария черноморских макрофитов, который собран выдающимися ботаниками Л. И. Курсановым, Н. А. Комарницким, Н. В. Морозовой-Водяницкой и другими альгологами в начале XX века. Позднее он пополнялся коллекциями из многих регионов Мирового океана В настоящее время гербарий макрофитов, хранящийся в ИнБЮМ, включён в список коллекций, представляющих национальное достояние Украины.
А. А. Калугина-Гутник — автор более 150 работ, четырёх монографий, получила 5 авторских свидетельств на изобретения. Под её руководством работали 8 соискателей кандидатских диссертаций, география исследований которых простиралась от Балтийского до Японского и от Баренцевого до Чёрного морей. Под руководством Александры Архиповны кандидатские диссертации были защищены такими учёными, как Л. Г. Паймеева, И. К. Евстигнеева, Н. А. Мильчакова, Н. С. Костенко, Н. В. Миронова.
В 1967—1994 годах являлась членом Учёного совета Института биологии южных морей им. А. О. Ковалевского АН УССР. С 1977 по 1994 год — член специализированного Учёного совета по защите докторских диссертаций (специальность 03.00.17 — гидробиология) при ИнБЮМ НАН Украины. С 1991 по 1994 год — член редакционной коллегии журнала «Альгология».
Принимала активное участие в организации и проведении многих всесоюзных конференций, симпозиумов и съездов. В 1977 году организовала в ИнБЮМ Севастопольское отделение Украинского ботанического общества и возглавляла его до конца своей жизни. В 1979 году была председателем оргкомитета Всесоюзного совещания по морскому макрофитобентосу морей СССР.
В 1983 году основала и возглавила отдел фитобентоса и культивирования водорослей в ИнБЮМ. Под её руководством были созданы новые научные направления исследований макрофитов — эколого-физиологическое, биохимическое и биотехнологическое; были созданы экспериментальные базы. Калугина-Гутник заложила основы отечественной школы морской фитоценологии, воспитала молодых исследователей и специалистов.

## Личная жизнь
Вместе с мужем Николаем Ивановичем Гутником воспитала двух дочерей. Старшая дочь — И. Н. Аннинская, морской биолог, работала в ИнБЮМ более 30 лет, а младшая дочь — Е. Н. Фомина, специалист в области вычислительной техники, преподаватель.

## Награды
- Золотая медаль ВДНХ — за экспонат «Обследование и открытие новых районов промышленных запасов цистозиры, составление карт запасов цистозиры, определение её запасов как сырья для альгината натрия» (1966);
- Серебряная медаль ВДНХ СССР — за экспонат «Технология получения студнеобразователя из культивируемой грациллярии» (1990).

## Память
Имя Александры Архиповны увековечено на мемориальной доске выдающихся учёных ИнБЮМ.

## Публикации

### Научные работы
- КАЛУГИНА А. А. Состав и распределение водорослей у Зимнего берега Белого моря // Тез. докл. к Делегатскому съезду Всесоюз. ботан. о-ва (май 1957 г.). — Л., 1957. — Вып. 5. — С. 37- 38.
- КАЛУГИНА А. А. Состав и распределение водорослей у Зимнего берега Двинского залива Белого моря // Ботан. журн. — 1957. — Т. 42, №. 4. — С. 628—634.
- КАЛУГИНА А. А. Новые водоросли для Белого моря // Тр. Ботан. ин-та. Сер.2. — 1958. — Вып. 12. — С. 176—187.
- КАЛУГИНА А. А. Новые водоросли для Белого моря. // Ботанические материалы отд. споровых растений Ботан. ин-та АН СССР. — 1959. — Т. 12. — С. 149—153.
- КАЛУГИНА А. А. Состав и распределение водорослей у берегов Соловецкого архипелага Белого моря // Ботан. журн. — 1958. — Т. 43, №. 2. — С. 270—277.
- КАЛУГИНА А. А. Флора водорослей Белого моря: Автореф. дис…канд. биол. наук: 03.00.05 — ботаника — Л., 1958. — 19 с. — В надзаг.: АН СССР. Ботан. ин-т им. В. Л. Комарова.
- КАЛУГИНА А. А. Количественный учёт водорослей Новороссийской бухты // Научная конф. посвящ. 40-летней деятельности Новорос. биол. станции: Тез. докл. и сообщ. — Новороссийск, 1961. — С. 29.
- КАЛУГИНА А. А. Обзор деятельности Новороссийской биологической станции им. проф. В. М. Арнольди за 40 лет // Тр. Новорос. биол. станции. — Ростов н/Д., 1961. — С. 3-10.
- КАЛУГИНА А. А. Обзор деятельности Новороссийской научноисследовательской биологической станции им. проф. В. М. Арнольди Ростовского Госуниверситета за 40 лет // Научная конф., посвящ. 40-летней деятельности Новороссийской биологической станции: Тез. докл. и сообщ. (март 1961 г.). — Новороссийск, 1961. — С. 1-3.
- КАЛУГИНА А. А. Влияние загрязнения Новороссийской бухты на состав водорослей и на другие морские организмы // Автореф. науч.-исслед. работ за 1961 год. — Ростов н/Д., 1962. — С. 195.
- КАЛУГИНА А.А. К вопросу о некоторых особенностях беломорской флоры // Тр. Всесоюз. совещ. работников водорослевой промышленности СССР. — Архангельск, 1962. — Т. 1. — С. 94-112.
- КАЛУГИНА А. А. Количественный учёт промысловых видов водорослей Новороссийской бухты Чёрного моря // Труды Всесоюз. совещ. работников водорослевой промышленности СССР. — Архангельск, 1962. — Т. 1. — С. 50-52.
- КАЛУГИНА А. А. Туапсинская конференция по океанографии и морской метеорологии // Изв. Всесоюз. геогр. о-ва. — 1962. — Т. 94. — С. 363—364.
- КАЛУГИНА А.А., ГРЮНЕР В.С., СОКОЛОВА Н. Н. Агар из черноморских водорослей гелидиум // Рыб. хоз-во. — 1964. — №. 4. — С. 68-70.
- КАЛУГИНА А. А. Донная растительность Чёрного моря у берегов Северного Кавказа // Запасы морских растений и их использование — М., 1964. — С. 26-57.
- КАЛУГИНА А. А. Штормовые водоросли — дешёвое удобрение // Природа. — 1964. — №. 4. — С. 92-93.
- КАЛУГИНА А.А., МИЛОВИДОВА Н.Ю., СВИРИДОВА Т.В., УРАЛЬСКАЯ И.В. К вопросу о влиянии различных источников загрязнений на морские организмы Новороссийской бухты Чёрного моря // Вопросы гидробиологии: I съезд ВГБО:Тез. докл. Москва, 1-6 февр. 1965 г. — М., 1965. — С. 199. КАЛУГИНА А.А. О состоянии запасов цистозиры вдоль кавказского берега Чёрного моря и перспективах её использования // Вопросы гидробиологии: I съезд Всесоюз. гидробиол. об-ва: Тез. докл. Москва, 1-6 февр. 1965 г. — М., 1965. — С. 198.
- КАЛУГИНА А.А., ЛАЧКО О. А. Состав, распределение и запасы водорослей Чёрного моря в районе Филлофорного поля Зернова // Распределение бентоса и биология донных животных в южных морях. — К., 1966. — С. 112—131.
- ГЕМП К.П., КАЛУГИНА А.А. К вопросу о биологии анфельции и возможности её акклиматизации в Чёрном море // Донные биоценозы и биология бентосных организмов Чёрного моря. — К., 1967. — С. 63-70.
- КАЛУГИНА А.А., КУЛИКОВА Н.М., ЛАЧКО О. А. Качественный состав и количественное распределение фитобентоса в Каркинитском заливе // Донные биоценозы и биология бентосных организмов Чёрного моря. — К., 1967. — С. 28-51.
- КАЛУГИНА А.А., МИЛОВИДОВА Н.Ю., СВИРИДОВА Т.В., УРАЛЬСКАЯ И.В. О влиянии загрязнений на морские организмы Новороссийской бухты Чёрного моря // Гидробиол. журн. — 1967. — Т. 3, №. 1. — С. 47-53.
- КАЛУГИНА-ГУТНИК А. А. Донная растительность у берегов Чёрного моря в Закавказье // Материалы 3-й Закавказской конф. по споровым растениям, посвящённой 50-летию Великой Окт. соц. революции. — Тбилиси, 1968. — С. 43-45.
- КАЛУГИНА А.А. О состоянии запасов цистозиры в Чёрном море и перспективах её использования // Раст. ресурсы. — 1968. — Т. 4, № 1. — С. 14-23.
- КАЛУГИНА-ГУТНИК А. А. Растительные ресурсы Чёрного моря и перспективы их использования в сельском хозяйстве // Тез. докл. и сообщ. науч.-эконом. конф. «Использование гидробиологических ресурсов Чёрного моря на корм сельскохозяйственным животным». — Одесса, 1968. — С. 24-28.
- КАЛУГИНА А.А., ЛАЧКО О. А. Состояние запасов и распределение биомассы филлофоры в районе Филлофорного поля Зернова Чёрного моря // Тр. АЗЧЕРНИРО. — 1968. — Вып. 27. — С. 121—127.
- КАЛУГИНА А. А. Состояние и задачи альгологических исследований на Чёрном море // Биологические исследования Чёрного моря и его промысловых ресурсов. — М., 1968. — С. 120—124.
- КАЛУГИНА-ГУТНИК А. А. Исследование донной растительности Чёрного моря с применением легководолазной техники // Морские подводные исследования. — М., 1969. — С. 105—113.
- КАЛУГИНА-ГУТНИК А. А. Растительные ресурсы макрофитов Чёрного моря и организация их охраны // Природные условия и естественные ресурсы Крыма, пути их рационального использования: Материалы конф. (17-18 мая 1968 г.). — Симферополь, 1969. — С. 89-90.
- КАЛУГИНА А. А. Биология цистозиры и филлофоры в Чёрном море // Биологические процессы в морских и континентальных водоёмах: Тез. 2-го съезда ВГБО. — Кишинёв, 1970. — С. 161.
- КАЛУГИНА-ГУТНИК А. А. Значение водорослей-макрофитов в оценке загрязнённости воды прибрежной части Чёрного моря // Океанографические аспекты самоочищения моря от загрязнений: Материалы науч. конф. (Севастополь, 26-29 сент. 1968 г.) — К., 1970. — С. 203—217.
- КАЛУГИНА-ГУТНИК А. А. Состав и распределение донной растительности в юго-восточной части Чёрного моря // Экологоморфологические исследования донных организмов. — К., 1970. — С. 185—202.
- КАЛУГИНА-ГУТНИК А. А. Темп роста и продукция Phyllophora nervosa Grev. в районе Севастопольской бухты Чёрного моря // Эколого-морфологические исследования донных организмов. — К., 1970. — С. 148—168.
- КАЛУГИНА-ГУТНИК А. А. Видовой состав и географическое распространение макрофитов Красного моря // Бентос шельфа Красного моря. — К., 1971. — С. 232—267.
- КАЛУГИНА-ГУТНИК А. А. Изменение альгофлоры в районе Севастопольской бухты за последние 60-лет // Материалы I конф. по споровым растениям Украины. — К., 1971. — С. 61-63.
- КАЛУГИНА-ГУТНИК А. А. Исследование фитобентоса // Проблемы морской биологии. — К., 1971. — С. 66-72.
- КАЛУГИНА-ГУТНИК А.А. К вопросу о систематике черноморской цистозиры // Материалы 1-й конф. по споровым растениям Украины. — К., 1971. — С. 63-64.
- КАЛУГИНА-ГУТНИК А. А. Изменения в составе флоры водорослей Новороссийской бухты за последние 40 лет и её фитогеографический анализ // Гидробиологические исследования северо-восточной части Чёрного моря. — Ростов н/Д, 1973. — С. 29-49
- КАЛУГИНА-ГУТНИК А. А. Некоторые особенности развития черноморской цистозиры (Cystoseira barbata и C. crinita) // Ботан. журн. — 1973. — Т. 58, №. 1. — С. 20-32.
- КАЛУГИНА-ГУТНИК А. А. Опыт классификации донной растительности Чёрного моря // Тез. докл. 5-го делегат. съезда Всесоюз. ботан. о-ва. — К., 1973. — С. 308.
- КАЛУГИНА-ГУТНИК А. А. Структура донных фитоценозов Чёрного моря // Материалы Всесоюз. симпоз. по изученности Чёрного и Средиземного морей, использованию и охране их ресурсов (Севастополь, окт. 1973 г.). — К., 1973. — Ч. 3. Биологическая продуктивность и пути её рационального использования. — С. 64-68.
- КАЛУГИНА-ГУТНИК А. А. Фитобентос южного побережья Крыма и его фитогеографический состав // Гидробиологические исследования северо-восточной части Чёрного моря — Ростов н/Д., 1973. — С. 50-68.
- КАЛУГИНА-ГУТНИК А. А. Биология и продуктивность массовых видов фитобентоса Чёрного моря // Биологическая продуктивность южных морей. — К., 1974. — С. 29-42.
- КАЛУГИНА-ГУТНИК А. А. Донная растительность Севастопольской бухты // Биология моря. — 1974. — Вып. 32. — С. 133—158.
- КАЛУГИНА-ГУТНИК А.А., КУЛИКОВА Н. М. Донная растительность у западного побережья Крыма // Биология моря. — 1974. — Вып. 32. — С. 111—129.
- ЗИНОВА А.Д., КАЛУГИНА А.А. К систематике видов рода Cystoseira Ag. в Чёрном море // Новости систематики низших растений. — Л., 1974. — Т. 11. — С. 116—124.
- КАЛУГИНА-ГУТНИК А. А. Макрофитобентос Чёрного моря: Автореф. дис…. д-ра биол. наук: 03.00.05. — Севастополь, 1974. — 48 с. — В надзаг.: АН СССР. Ботан. ин-т им. В. Л. Комарова.
- КАЛУГИНА А. А. Новые данные по систематике видов рода Phyllophora Grev. в Чёрном море // Новости систематики низших растений. — Л., 1974. — Т. II. — С. 129—147.
- ЗИНОВА А.Д., КАЛУГИНА-ГУТНИК А. А. Сравнительная характеристика флоры водорослей южных морей // Биологическая продуктивность южных морей. — К., 1974. — С. 43-51.
- КАЛУГИНА-ГУТНИК А. А. Сырьевые запасы и продукция макрофитов Чёрного моря и перспективы их дальнейшего исследования // Всесоюз. совещ. по морской альгологии — макрофитобентосу. — М., 1974. — С. 62-66.
- КАЛУГИНА-ГУТНИК А. А. Биология черноморской водоросли Ulva rigida // Биология шельфа: Тез. докл. Всесоюз. конф. — Владивосток, 1975. — С. 70-71.
- КАЛУГИНА-ГУТНИК А. А. Влияние загрязнения воды на структуру донных фитоценозов Чёрного моря // Биологическое самоочищение и формирование качества воды. — М., 1975. — С. 103—107.
- КАЛУГИНА-ГУТНИК А. А. Фитобентос Чёрного моря. — К.: Наук. думка, 1975. — 247 с. — В надзаг.: АН УССР. ИнБЮМ им. А. О. Ковалевского.
- КАЛУГИНА-ГУТНИК А. А. Экологическая изменчивость черноморских цистозир // 12 Междунар. ботан. конгресс: Тез. докл. — Л., 1975. — Ч. 1. — С. 52.
- КАЛУГИНА-ГУТНИК А. А. Донная растительность района Карадага Чёрного моря и её изменения за последние 20 лет // Биология моря. — 1976. — Вып. 36. — С. 3-17.
- КАЛУГИНА-ГУТНИК А.А., КУЛИКОВА Н.М., МАККАВЕЕВА Е. Б. Характеристика донных сообществ прибрежных зон Чёрного моря // 3 съезд ВГБО: Тез. докл. (Рига, 11-15 мая 1976 г.). — Рига, 1976. — Т. 1. — С. 210—212.
- ПЕТРАШ С.А., ВИГНЕВИЧ В.Э., ШУЛЛА Т.А., АНДРОНАТИ С.А., КАЛУГИНА А.А. О возможности использования Gracilaria verrucosa в народном хозяйстве // Экономические проблемы Мирового океана. — Одесса, 1977. — С. 77.
- КАЛУГИНА-ГУТНИК А. А. Проблемы охраны и рационального использования растительных ресурсов Чёрного моря // Тез. докл. и сообщ. респ. конф. «Охрана природы и рациональное использование природных ресурсов юга Украины». — Симферополь, 1977. — С. 45-46.
- КАЛУГИНА-ГУТНИК А. А. Возможности культивирования Gracilaria verrucosa (Hunds.) Papenf. в Чёрном море // Раст. ресурсы. — 1978. — Т. 14, вып. 2. — С. 273—278.
- КАЛУГИНА-ГУТНИК А. А. Восстановление структуры ульвовых и цистозировых фитоценозов в Севастопольской бухте // Тез. докл. 6 Делегат. съезда Всесоюз. Ботан. о-ва (Кишинёв, 12-17 сент. 1978 г.). — Л., 1978. — С. 321—322.
- БЕЛЯЕВ В.И., ХАЙЛОВ К.М., КАЛУГИНА-ГУТНИК А. А. Изменение структуры и функции сообщества прибрежных макрофитов при антропогенном воздействии и математическое моделирование этого изменения // 2-я Всесоюз. конф. по биологии шельфа. — К., 1978. — Ч. 1. — С. 4-6.
- КАЛУГИНА-ГУТНИК А.А., МИРОНОВА Н. В. Культивирование Gracilaria verrucosa (Huds.) Papenf. в Чёрном море // 2-я Всесоюз. конф. по биологии шельфа: Тез. докл. (Севастополь, 1978 г.). — К., 1978. — Ч. 1. — С. 47-48.
- БОЙКО Л.И., ГРОМОВ В.В., КАЛУГИНА-ГУТНИК А.А., И ДР. Сезонная динамика биомассы, продукции и биохимического состава водоросли Ulva rigida Ag. в Чёрном море // Растительные ресурсы. — 1978. — Т. 14, вып. 4. — С. 540—546.
- КАЛУГИНА-ГУТНИК А.А., ИВАНОВА И. К. Динамика спороношения Ulva rigida Ag. и Enteromorpha linza L. в Севастопольской бухте // Биология моря. — 1979. — Вып. 51. — С. 5-8.
- КАЛУГИНА-ГУТНИК А. А. Макрофитобентос // Основы биологической продуктивности Чёрного моря. — К., 1979. — Гл. 7. — С. 123—142.
- КАЛУГИНА-ГУТНИК А. А. Метод комплексной оценки диапазона экологической и возрастной изменчивости систематических признаков у водорослей-макрофитов // 3-е Всесоюз. совещ. по морской альгологии — макрофитобентосу: Тез. докл. (Севастополь, окт. 1979 г.). — К., 1979. — С. 138—140.
- КАЛУГИНА-ГУТНИК А. А. Перспективы исследований и охраны донной растительности морей СССР // 3-е Всесоюз. совещ. по морской альгологии — макрофитобентосу: Тез. докл. (Севастополь, окт.1979 г.). — К., 1979. — С. 8-10.
- КАЛУГИНА-ГУТНИК А. А. Пространственно-временная характеристика структуры некоторых фитоценозов Чёрного моря // 3-е Всесоюз. совещ. по морской альгологии — макрофитобентосу: Тез. докл. (Севастополь, окт. 1979 г.) — К., 1979. — С. 55-57.
- КАЛУГИНА-ГУТНИК А. А. Динамика видового состава водорослей при оценке качества морских вод // Самоочищение и биоиндикация загрязнённых вод. — М., 1980. — С. 126—129.
- ХОЛОДОВ В.И., КАЛУГИНА-ГУТНИК А. А. Математический анализ роста проростков Ulva rigida Ag. в различных условиях обитания // Экология моря. — 1980. — Вып. 1. — С. 59-69.
- БЕЛЯЕВ В.И., КАЛУГИНА-ГУТНИК А.А., ХАЙЛОВ К. М. Математическое моделирование сообщества прибрежных морских макрофитов подверженного эвтрофикации от берегового стока // Экология моря. — 1980. — Вып. 1. — С. 69-79.
- КАЛУГИНА-ГУТНИК А.А., ХОЛОДОВ В.И., ИВАНОВА И. К. Морфометрическая характеристика роста проростков Ulva rigida Ag. в различные сезоны года в Севастопольской бухте // Экология моря. — 1980. — Вып. 1. — С. 47-58.
- КАЛУГИНА-ГУТНИК А.А. III Всесоюзное совещание по морской альгологии — макрофитобентосу // Гидробиол. журн. — 1981. — Т. 17, №. 1. — С. 132—135.
- КАЛУГИНА-ГУТНИК А.А., КОСТЕНКО Н. С. Донная растительность Феодосийского залива // Экология моря. — 1981. — Вып. 7. — С. 10-25.
- КАЛУГИНА-ГУТНИК А. А. Состояние и перспективы охраны и рационального использования растительных ресурсов морей СССР // Ботан. журн. — 1981. — Т. 66, №. 6. — С. 894—901.
- KALUGINA-GUTNIC A.A. The phytogeographical characteristic of the algal flora of Mediterranean Sea // Journees Etud. System. et Biogeogr. Medit. Cagliari ,13-14 oct. 1980. — Monaco, 1981. — P. 97.
- КАЛУГИНА-ГУТНИК А. А. Изменения в донной растительности Севастопольской бухты за период с 1967 по 1977 г. // Экология моря. — 1982. — Вып. 9. — С. 48-62.
- КАЛУГИНА-ГУТНИК А. А. Основные черты пространственновременной организации ценопопуляций видов Cystoseira Ag. в Чёрном море // 7 съезд Укр. ботан. о-ва: Тез. докл. — К., 1982. — С. 294—295.
- КАЛУГИНА-ГУТНИК А. А. Сравнительная характеристика донной растительности некоторых районов Индийского океана // 2-й Всесоюз. съезд океанологов: Тез. докл. (Ялта, 10-17 дек. 1982 г.). — Севастополь, 1982. — Секция: Биология океана. — Вып. 5, ч. 2. — С. 93-95.
- КАЛУГИНА-ГУТНИК А. А. Изменения в донной растительности Севастопольской бухты за период с 1967 по 1977 г. // Экология моря. — 1982. — Вып. 9. — С. 48-62.
- КАЛУГИНА-ГУТНИК А. А. Основные черты пространственновременной организации ценопопуляций видов Cystoseira Ag. в Чёрном море // 7 съезд Укр. ботан. о-ва: Тез. докл. — К., 1982. — С. 294—295.
- КАЛУГИНА-ГУТНИК А. А. Сравнительная характеристика донной растительности некоторых районов Индийского океана // 2-й Всесоюз. съезд океанологов: Тез. докл. (Ялта, 10-17 дек. 1982 г.). — Севастополь, 1982. — Секция: Биология океана. — Вып. 5, ч. 2. — С. 93-95.
- КАЛУГИНА-ГУТНИК А. А. Научно-технические проблемы культивирования водорослей в Чёрном море // Тез. докл. IV Всесоюз. совещ. по науч.-техн. проблемам марикультуры (27 сент.-1 окт. 1983 г.). — Владивосток, 1983. — С. 11-13.
- КАЛУГИНА-ГУТНИК А. А. Особенности произрастания морских водорослей в природных условиях и на плантациях и пути совершенствования их культивирования // Тез. докл. 4 Всесоюз. совещ. по науч.-техн. проблемам марикультуры (27 сент.-10 окт. 1983 г.). — Владивосток, 1983. — С. 11-13.
- КАЛУГИНА-ГУТНИК А. А. Сравнительная характеристика флоры и растительности Средиземного моря // Тез. докл. 7 Делегат. съезда Всесоюз. ботан. о-ва (Донецк, 11-14 мая, 1983). — Л., 1983. — С. 84-85.
- КАЛУГИНА-ГУТНИК А. А. Донная растительность района Карадага // Летопись природы. — Карадаг, 1984. — Т. 1, кн. 2. — С. 14-40.
- КАЛУГИНА-ГУТНИК А. А. Изменения в донной растительности района Карадага за период 1970—1980 гг. // Многолетняя динамика структуры прибрежных экосистем Чёрного моря: Сб. науч. тр. — Краснодар, 1984. — С. 85-96.
- КАЛУГИНА А.А., МИРОНОВА Н. В. Внутривидовая структура Gracilaria verrucosa (Huds.) Papenf. в Чёрном море // Новости систематики низших растений. — Л., 1985. — Т. 22. — С. 54-59.
- КАЛУГИНА-ГУТНИК А. А. Донная растительность острова Маврикий в Индийском океане // Экология моря. — 1985. — Вып. 19. — С. 93-103.
- КАЛУГИНА-ГУТНИК А. А. Основные тенденции развития донной растительности и пути улучшения качества прибрежных вод Чёрного моря // Материалы конф.: «Совершенствование управления развитием рекреационных систем». — Севастополь, 1985. — С. 326—335. — Деп. в ВИНИТИ 10.11.85, №. 7791-В85
- КАЛУГИНА-ГУТНИК А. А. Биологические основы аквакультуры водорослей-макрофитов Чёрного моря // 5-й съезд Всесоюз. гидробиол. об-ва: Тез. докл. (Тольятти, 15-19 сент. 1986 г.). — Куйбышев, 1986. — Ч. 1. — С. 88-89.
- КАЛУГИНА-ГУТНИК А.А., ПАРЧЕВСКИЙ В.П., ШАХМАТОВ А.П., ХАЙЛОВ К. М. Влияние глубины обитания и возраста на морфологические признаки слоевища черноморских видов Cystoseira Ag. // Экология моря. — 1986. — Вып. 23. — С. 43-48.
- КАЛУГІНА-ГУТНИК О. А. Внесок I.I. Погребняка в розвиток морських альгологічних досліджень на Украіні // Укр. ботан. журн. — 1986. — Т. 43, № 1. — С. 103—104.
- ПАРЧЕВСКИЙ В.П., ХАЙЛОВ К.М., КАЛУГИНА-ГУТНИК А. А. Изучение экологической изменчивости черноморских видов Cystoseira Ag. с помощью метода главных компонент // Экология моря. — 1986. — Вып. 23. — С. 49-54. 1987.
- КАЛУГИНА-ГУТНИК А. А. Бурая водоросль цистозира (Cystoseira Ag.) — новый объект культивирования на Чёрном море // 3-й съезд советских океанологов: Тез. докл. Л., 14-19 дек. 1987 г. — Л., 1987. — Секция: Биология океана. Ч. 2. — С. 42-43.
- КАЛУГИНА-ГУТНИК А.А., МИРОНОВА Н.В., СТОЛБОВА Н. Г. Генетическая и экологическая дифференцировка популяций черноморской водоросли Gracilaria verrucosa (Hunds.) Papenf. // Тез. докл. VIII съезда Укр. ботан. о-ва (ИваноФранковск, 1987 г.). — К., 1987. — С. 122.
- КАЛУГИНА-ГУТНИК А.А., МИРОНОВА Н.В., ПОЛИЩУК Р. А. Морфобиологическая и физиолого-биохимическая характеристика роста Gracilaria verrucosa (Huds.) Papenf. в опытах с различными питательными средами // Промысловые водоросли и их использование: Сб. науч. тр. — М., 1987. — С. 84-98.
- КАЛУГИНА-ГУТНИК А. А. Основные тенденции развития макроводорослей и пути повышения их сырьевых ресурсов в Чёрном море // Актуальные проблемы современной альгологии: Тез. докл. I Всесоюз. конф. (Черкассы, 23-25 сент. 1987 г.). — К., 1987. — С. 9.
- КАЛУГІНА-ГУТНИК О.А., БЕЛЯЕВ Б. М. Розвиток інтенсивноі аквакультури водоростей-макрофітів на Чорному морі // Вісн. АН УРСР. — 1987. — № 1. — С. 46-52.
- КАЛУГИНА-ГУТНИК А.А., МИРОНОВА Н. В. Рост Gracilaria verrucosa (Hunds.) Papenf. в Чёрном море в зависимости от глубины и плотности посадки фрагментов // Промысловые водоросли и их использование: Сб. науч. тр. — М., 1987. — С. 75-84.
- КАЛУГИНА-ГУТНИК А.А., МИРОНОВА Н. В. Сезонная динамика роста красной водоросли Gracilaria verrucosa в Чёрном море // Биология моря. — 1987. — №. 4. — С. 53-61.
- КАЛУГИНА-ГУТНИК А.А., МИРОНОВА Н.В., РЫНДИНА Д. Д. Сезонные изменения содержания агара в слоевищах черноморской грацилярии // Проблемы производства продукции из красных и бурых водорослей: Тез. докл. Всесоюз. семинара (Владивосток, 3-4 сент. 1987 г.). — Владивосток, 1987. — С. 10-12.
- КАЛУГИНА-ГУТНИК А. А. Состояние растительных ресурсов Чёрного моря: проблемы их охраны, рационального использования и повышения // 3-й съезд советских океанологов: Тез. докл. Л., 14-19 дек. 1987 г. — Л., 1987. — Секция: Биология океана. Ч. 2. — С. 40-42.
- КАЛУГИНА-ГУТНИК А.А., КУФТАРКОВА Е.А., МИРОНОВА Н. В. Условия произрастания Gracilaria verrucosa (Huds.) Papenf. и запасы макрофитов в бухте Казачья (Чёрное море) // Раст. ресурсы. — 1987. — Т. 23, вып. 4. — С. 520—531.
- КАЛУГИНА-ГУТНИК А. А. Культивирование водорослей на Чёрном море // Рыб. хоз-во. — 1988. — №. 9. — С. 60-63.
- БЕЛЯЕВ Б.Н., КАЛУГИНА-ГУТНИК А.А., МИРОНОВА Н.В., ПАРХОМЕНКО А. В. Рост Gracilaria verrucosa в лабораторных условиях при комбинированном влиянии факторов среды // 3-я Всесоюз. конф. по морской биологии: Тез. докл. (Севастополь, 18-20 окт. 1988 г.). — К., 1988. — Ч. 2. — С. 197—198.
- КАЛУГИНА-ГУТНИК А.А., ХАЛИЛОВА М.Р., МИРОНОВА Н.В., БЕРЕЗЕНКО Н. С. Современное состояние фитобентоса Суджукской лагуны // Экология моря. — 1988. — Вып. 30. — С. 29-36.
- КАЛУГИНА-ГУТНИК А.А., МИЛЬЧАКОВА Н.А., МЕДВЕДЕВА Е.И., ДОВГАНЬ И.В., ТАНКЛЕВСКИЙ И. М. Состояние запасов зостеры и перспективы её комплексного изучения и использования в Чёрном море // 3-я Всесоюз. конф. по морской биологии: Тез. докл. (Севастополь, 18-20 окт. 1988 г.) — К., 1988. — Ч. 1. — С. 177—178.
- КАЛУГИНА-ГУТНИК А.А., ТИТЛЯНОВА Т.В., НГУЕН ХЫУ ЗИНЬ. Фитобентос островов Че и Мот бухты Нячанг // Биология прибрежных вод Вьетнама: Гидробиологические исследования литорали и сублиторали Южного Вьетнама. — Владивосток, 1988. — С. 74-80.
- КАЛУГИНА-ГУТНИК А.А., МИРОНОВА Н. В. Фитоценологическая характеристика бухты Казачья — района размещения экспериментальных грациляриевых плантаций на Чёрном море // Актуальные вопросы ботаники в СССР: Тез. докл. VIII делегат. съезда Всесоюз. ботан. об-ва. — Алма-Ата, 1988. — С. 133.
- СЫСОЕВ В.В., КАЛУГИНА-ГУТНИК А.А., ТКАЧЕНКО Ф. П. Эколого-биологические особенности Ceramium rubrum (Huds.) Ag. из Чёрного моря // Тез. докл. 3-й науч.-техн. конф. Крыма «Вклад молодых учёных и специалистов в решение современных проблем океанологии и гидробиологии». — Севастополь, 1988. — С. 107.
- ТОЛОКОННИКОВ С.Ю., КАЛУГИНА-ГУТНИК А.А., ЕВСТИГНЕЕВА И.К., ФИСИН В. И. Биологическая роль морской зелёной водоросли ульвы в повышении продуктивности и качества мяса цыплят // Сельскохозяйственная биология. — 1989. — № 4. — С. 61-64.
- КАЛУГИНА-ГУТНИК А. А. Изменение видового состава фитобентоса в бухте Ласпи за период 1964—1983 гг. // Экология моря. — 1989. — Вып. 31. — С. 7-12.
- БЕЛЯЕВ Б.Н., КАЛУГИНА-ГУТНИК А.А., МИРОНОВА Н.В., ПАРХОМЕНКО А.В., ПОЛИЩУК Р. А. Оптимизация роста и накопления агара в слоевище Gracilaria verrucosa в Чёрном море // Тезисы докл. Междунар. симпоз. по современным проблемам марикультуры в социалистических странах (Большой Утриш: Науч.-эксперим. комплекс марикультуры ВНИРО, Анапа, 25 сент.-1 окт. 1989 г.). — М., 1989. — С. 167—169.
- КАЛУГИНА-ГУТНИК А.А., МИРОНОВА Н.В., ПАРХОМЕНКО А. В. Рост и интенсивность фотосинтеза Gracilaria verrucosa (Rhodophyta) в Чёрном море // Тезисы докл. Междунар. симпоз. по современным проблемам марикультуры в социалистических странах (Большой Утриш, 25 сент.-10 окт., 1989). — М., 1989. — С. 165—166.
- KALUGINA-GUTNIK A.A. Extensive cultivation of Gracilaria verrucosa (Hunds.) Papenf. in the Black Sea // The symposium on the ecology and management aspects of extensive mariculture: Abstr. (Nantes, France, 20-23 June 1989). — [Nantes], [1989]. — P. 28.
- КАЛУГИНА-ГУТНИК А. А. Антропогенные изменения донной растительности Чёрного моря: мониторинг, оценка, прогнозирование // Шестой съезд ВГБО: Тез. докл. — Мурманск, 1991. — Ч. 1. — С. 59-60.
- БАХАРЕВА С.Н., ЦАРЕНКО П.М., МОНЧЕНКО В.И., КАЛУГИНА-ГУТНИК А.А., КРЕКУМ ЯН., МУСАТЕНКО Л.И., МОВЧАН Ю.В., НЕГРЕЦКИЙ В.А., СНЕЖКО В.В., МОРГУН В.В., АНДРИАНОВА Т.В., ПРОТАСОВ А.А., САВИЦКИЙ В.Д., ЧЕРНЯВСКИЙ А. В. Биологическое разнообразие тропиков [Текст] /Бахарева С. Н. и др. — К.: Ин-т ботаники, 1991. — 29 с. — (Препринт/ Ин-т ботаники им. Холодного)
- KALUGINA-GUTNIK A.A., TSARENKO P.M. Algological study during the 42-nd voyage of the SRS «Academician Vernadsky» (29.12.90 — 05.05.91) // Альгология. — 1991. — Т. 1, № 3. — C. 102—106.
- КАЛУГИНА-ГУТНИК А. А. Водоросли-макрофиты // Водоросли, грибы, мохообразные Карадагского заповедника: Аннотир. списки видов. — М., 1992. — С. 18-35. — (Сер. Флора и фауна заповедников)
- КАЛУГІНА-ГУТНИК О.А., МИРОНОВА Н.В. Ріст граціляріі в районі філофорного поля Зернова // IX з’ізд Укр. ботан. товариства: Тез. доп. — К., 1992. — C.373-374.
- КАЛУГИНА-ГУТНИК О.А., МИРОНОВА Н.В. Ріст чорноморськоі Gracilaria verrucosa на штучному субстраті // IX з’ізд Укр. ботан. товариства: Тез. доп. — К., 1992. — С. 374—375.
- КАЛУГИНА-ГУТНИК А. А. Сезонная динамика роста Cystoseira barbata (Good et Wood.) Ag. (Phaeophyta) в Чёрном море // Альгология. — 1992. — Т.2, № 1. — С. 32-39.
- КАЛУГИНА-ГУТНИК А.А., ЕВСТИГНЕЕВА И.К., МИРОНОВА Н. В. Состояние ценопопуляций Cystoseira crinita Bory и C. barbata (Good et Wood.) Ag. (Phaeophyta) у мыса Омега Севастопольской бухты (Чёрное море) // Альгология. — 1992. — Т. 2, №. 4. — С. 73-79.
- KALUGINA-GUTNIK A.A., PERESTENKO L.P., TITLYANOVA T.V. Species composition, distribution and abundance of algae and seagrasses of the Seychelles islands // Atoll Res. Bul. — 1992. — № 369. — P.1-67.
- КАЛУГИНА-ГУТНИК А. А. Донная растительность литорали у острова Маэ (Сейшельские острова) // Альгология. — 1993. — Т. 3, №. 1. — С. 53-61.
- КАЛУГИНА-ГУТНИК А. А. Донная растительность у острова Маэ (Сейшельские острова) // Альгология. — 1993. — Т. 3, №. 2. — С. 42-48.
- КАЛУГИНА-ГУТНИК А.А., ЕВСТИГНЕЕВА И. К. Изменение видового состава и количественного распределения фитобентоса в Каркинитском заливе за период 1964—1986 гг. // Экология моря. — 1993. — Вып. 43. — С. 98-105.
- КАЛУГИНА-ГУТНИК А.А., ЕВСТИГНЕЕВА И.К., МИРОНОВА Н. В. Изменения донной растительности на открытом побережье Севастопольской бухты за период с 1964 по 1990 гг. // Альгология. — 1993. — Т. 3, №. 2. — С. 42-48.
- КАЛУГИНА-ГУТНИК А.А., ЕВСТИГНЕЕВА И. К. Многолетняя динамика видового состава и структуры донных фитоценозов филлофорного поля Зернова // Экология моря. — 1993. — Вып. 43. — С. 90-97.
- КАЛУГИНА-ГУТНИК А.А., ЕВСТИГНЕЕВА И. К. Морфобиологическая и продукционная характеристика слоевищ Phyllophora nervosa и Ph. brodiaei на Филлофорном поле Зернова в 1986 и 1989 гг. // Экология моря. — 1993. — Вып. 44. — С. 70-80.
- КАЛУГИНА-ГУТНИК А.А., ЕВСТИГНЕЕВА И. К. Пространственная структура ценопопуляции Phyllophora nervosa на Филлофорном поле Зернова летом 1989 г. // Экология моря. — 1993. — Вып. 44. — С. 64-70.
- КАЛУГИНА-ГУТНИК А.А., ЕВСТИГНЕЕВА И. К. Структура ценопопуляции Phyllophora brodiaei на филлофорном поле Зернова в июле — августе 1989 г. // Экология моря. — 1993. — Вып. 44. — С. 57-64.
- СУДЬИНА Е.Г., КАЛУГИНА-ГУТНИК А.А., ШНЮКОВА Е.И., ЛОЗОВАЯ Г.И., МУШАК П.А., ЛОСЬ С.И., ТУПИК Н.Д., ФОМИШИНА Р.Н., МИРОНОВА Н. В. Биохимическая характеристика марикультуры Gracilaria verrucosa (Huds.) Papenf. и перспективы её использования // Альгология. — 1994. — Т. 4, №. 2. — С. 5-14.
- КАЛУГИНА-ГУТНИК А. А. Развитие фитобентосных исследований // Морские биологические исследования. — Севастополь, 1994. — С. 65-80.
- КАЛУГИНА-ГУТНИК А. А. Растительные ресурсы Украинского побережья Чёрного моря // I з’ізд гідроекол. товариства Украіни: Тез. доп. — К., 1994. — С. 27. КАЛУГИНА-ГУТНИК А.А., ЕВСТИГНЕЕВА И. К. Состояние и направленность изменений донной растительности филлофорного поля Зернова (Чёрное море) // I з’ізд гідроекол. товариства Украіни: Тез. доп. — К., 1994. — С. 28.
- КАЛУГІНА-ГУТНИК О. А. Водорості [Електронний ресурс] // Червона книга Украіни: рослинни світ. — К.: Укр. енциклопедія, 1996.

### Авторские свидетельства
- А.С. 729172 СССР МКИ С05СІ/02. Способ уменьшения слёживаемости калийных удобрений / А. А. Калугина-Гутник, А. П. Яновская, Х. М. Александрович, Г. С. Шадских (СССР). — № 2580525/23-26; Заявлено 15.02.78; Опубл. 25.04.80, Бюл. № 15.
- А.С. 859339 СССР МКИ С05С9./00. Способ получения гранулированной мочевины./ А. А. Калугина-Гутник, А. П. Яновская, Х. М. Александрович, Г. С. Шадских, В. Н. Чичагов, С. Г. Широков. (СССР). — № 2852451,/23-26; Заявлено 14.12.79; Опубл. 30.08.81; Бюл. № 32
- А.С. 1465008 СССР, МКИ А 23 L 1/04. Способ получения студнеобразователя из красных водорослей./ Е. И. Медведева, Н. И. Рехина, Д. В. Микулич, А. А. Калугина-Гутник. (СССР). — № 4119227; Заявлено 02.06.86; Опубл. 15.03.89.
- А.С. 1620063 СССР, МКИ А 01G33/00. Способ выращивания красной водоросли грацилярии в Чёрном море / А. А. КалугинаГутник, Н. В. Миронова. (СССР). — № 4242016; Заявлено 11.05.87; Опубл. 15.01.91.
- А.С. 1634708 СССР. МКИ С12N1/12, А01G33/00, A01H13/00. Способ культивирования черноморской красной водоросли Gracilaria verrucosa (Hunds.) Papenf. / Б. Н. Беляев, А. А. Калугина-Гутник, Н. В. Миронова, А. В. Пархоменко, В. В. Сысоев. (СССР). — № 4307284; Заявлено 15.09.87; Опубл. 15.03.91.